# لاميون لبني الأوراق
لاميون لبني الأوراق (الاسم العلمي: Lamium galactophyllum) هو نوع من النباتات يتبع جنس اللاميون من الفصيلة الشفوية.